# Xanthe (travhäst)
Xanthe, född 30 maj 1960, var en svensk travhäst som tävlade i tio säsonger 1963–1972. Han tränades och ägdes av sin uppfödare Robert Westergren, under hela sin karriär. Xanthe var en svart hingst med en mankhöjd på 159 centimeter.

## Karriär
Som treåring annonserades Xanthe ut till försäljning för 10 000 kronor. Ingen ville dock köpa hästen, så ägaren Robert Westergren beslöt sig för att behålla honom i träning. Xanthe blev 1965 den första segraren i E.J:s Guldsko på Hagmyren och i Europeiskt femåringschampionat, som detta år avgjordes på Jägersro. På Solvalla vann han Silverhästen tre år i rad (1965–1967) och Walter Lundbergs Memorial två år (1966–1967). Mälarpriset vann han 1966 på Sundbyholm. Han segrade i Oslo Grand Prix 1967 tillsammans med kusken Gösta Nordin och samma år vann han Årjängs Stora Heatlopp med Robert Westergren i sulkyn. 1967 sprang Xanthe in 163 390 kronor och blev den vinstrikaste svenska travhästen under det året.
Xanthe deltog i Elitloppet sju år i rad (1965–1971) och lyckades kvala in till två finaler. Hans främsta placering i en Elitloppsfinal var en femteplats 1966. Han segrade även i Elitloppet Consolation 1971 tillsammans med kusken Rolf Regnér.
Han segrade i Svenskt mästerskap två gånger. 1968 med tränaren Robert Westergren och 1971 med Ragnar Thorngren. Totalt tävlade Xanthe i 268 lopp och tog 52 segrar, 51 andrapris och 30 tredjeplatser. Han sprang in 829 365 kronor och tog rekorden 1.17,5*K 1.16,0aK.
Xanthe gjorde sin sista start på Solvalla den 21 december 1972 och avtackades då av publik och Solvallaledningen. Han fick totalt 97 registrerade avkommor födda 1966–1980. Vinstrikaste bland dem är Dark Shadow (1977) och Spring Turf (1976). Flest förstapris tog första avkomman, Dikt (1966) med 29 segrar.

## Stamtavla[6]
| Efter Chefen 1948  | Bulwark 1933        | Volomite 1926       | Peter Volo 1911         |
| Efter Chefen 1948  | Bulwark 1933        | Volomite 1926       | Cita Frisco 1921        |
| Efter Chefen 1948  | Bulwark 1933        | Sister Guy 1926     | Guy Axworthy 1902       |
| Efter Chefen 1948  | Bulwark 1933        | Sister Guy 1926     | Sister Bingen 1913      |
| Efter Chefen 1948  | Day Belle 1932      | Guy Day 1927        | Guy Axworthy 1902       |
| Efter Chefen 1948  | Day Belle 1932      | Guy Day 1927        | Dorothy Day 1916        |
| Efter Chefen 1948  | Day Belle 1932      | Bell Maden 1921     | Wilbur Lou 1909         |
| Efter Chefen 1948  | Day Belle 1932      | Bell Maden 1921     | El Bell Maden 1909      |
| Undan Bajadär 1948 | The Ambassador 1939 | Scotland 1925       | Peter Scott 1909        |
| Undan Bajadär 1948 | The Ambassador 1939 | Scotland 1925       | Roya McKinney 1911      |
| Undan Bajadär 1948 | The Ambassador 1939 | Margaret Arion 1923 | Guy Axworthy 1902       |
| Undan Bajadär 1948 | The Ambassador 1939 | Margaret Arion 1923 | Margaret Parrish 1908   |
| Undan Bajadär 1948 | Trilogy 1942        | Earl's Mr Will 1935 | Gaylworthy 1925         |
| Undan Bajadär 1948 | Trilogy 1942        | Earl's Mr Will 1935 | Earl's Hester Volo 1925 |
| Undan Bajadär 1948 | Trilogy 1942        | Zora 1922           | Anvil 1907              |
| Undan Bajadär 1948 | Trilogy 1942        | Zora 1922           | Azora Axworthy 1908     |